# Susanne Kubelka
Susanne Kubelka (* 3. September 1970 in Klagenfurt, Kärnten) ist eine österreichische Schauspielerin.

## Leben
Susanne Kubelka legte 1988 am musisch-pädagogischen Gymnasium Viktring ihre Matura ab. Ihr Schauspielstudium absolvierte sie von 1989 bis 1993 am Max Reinhardt Seminar in Wien. Sie erhielt außerdem Gesangsunterricht bei Dorothea Hackenberg in Wuppertal, Stimm- und Gesangstraining bei Margaret Pikes in Köln und Schauspiel-Training bei Gerhard Roiß (actors place Köln).
Erste Engagements hatte sie, teilweise bereits noch in ihrer Ausbildung, an den Münchner Kammerspielen (1990; als Natalja Stepanowna in Der Heiratsantrag), am Landestheater Coburg (1992; als Kleine Hexe), bei den Festspielen Hellbrunn (1992), am Theater beim Auersperg, Wien (1993) und am Teamtheater München (1993).
Ihr erstes Festengagement trat sie am Hans Otto Theater in Potsdam an, wo sie von 1994 bis 1996 zum Ensemble gehörte. Sie spielte dort u. a. in Maria Stuart (Regie: Robert Hunger-Bühler, mit Sylvia Rieger als Partnerin), die Recha in Nathan der Weise (Regie: Roland Bertschi) und die Helena in Ein Sommernachtstraum (Regie: Jochen Schölch). Ab 1996 folgten mehrere Gastverträge, u. a. am Renaissancetheater Wien (1996), am Stadttheater Klagenfurt (1998; als Wendla in Frühlings Erwachen, Regie: Alexander Kubelka) und beim Theater auf der Heunburg (1998; als Gretchen in Goethes Urfaust, Regie: Hans Escher). 1998 gastierte am Renaissancetheater Wien als Katharina in der Shakespeare-Komödie Der Widerspenstigen Zähmung (Regie: Georg Schmiedleitner). Von 1999 bis 2001 war sie anschließend festes Ensemblemitglied am Theater in der Josefstadt in Wien, wo sie mit Regisseuren wie David Mouchtar-Samorai, Thomas Birkmeir, Janusz Kica und Peter Gruber zusammenarbeitete.
Seit 2002 arbeitet Kubelka als freie Schauspielerin. 2005 gründete sie zusammen mit Gerhard Roiß den Theaterverein „Coop 05“, mit dem sie seither verschiedene freie Theaterprojekte im deutschsprachigen Raum realisierte.
Weitere Theaterengagements hatte sie u. a. an den Vereinigten Bühnen Bozen (2007), am Freien Werkstatt Theater Köln (Spielzeit 2007/08 und 2011), bei der Studiobühne Köln (Spielzeit 2012/13), beim Theater im Bauturm Köln (Spielzeit 2013/14) und beim Klagenfurter Ensemble (2014).
Am Westfälischen Landestheater spielte sie von 2014 bis 2016 die Adile Şimşek in dem Stück Schmerzliche Heimat. Mit dieser Produktion gastierte sie in der Spielzeit 2014/15 auch am Städtebundtheater Hof.
In der Spielzeit 2014/15 war sie außerdem als Gast am Vorarlberger Landestheater engagiert; sie spielte dort die Gaby in Acht Frauen. 2015 brachte sie ihr erstes eigenes Bühnenprogramm heraus, ein Kammermusical über das Leben von Camille Claudel.
Kubelka arbeitete auch für das Kino, den Film und das Fernsehen. Sie übernahm Episodenrollen in mehreren Fernsehserien, u. a. in Der Bergdoktor (1994), Die Wache (1998), Alarm für Cobra 11 – Einsatz für Team 2 (2005), Der Winzerkönig (2006), Schnell ermittelt (2010) und Das Glück dieser Erde (2011).
In dem Fernsehfilm Wenn du wüsstest, wie schön es hier ist aus der österreichischen Landkrimi-Reihe, der im März 2015 auf der Diagonale seine Premiere hatte, verkörperte Kubelka in einer Nebenrolle die Mutter des weiblichen Mordopfers und die Ehefrau eines Kärntner Landtagsabgeordneten. Im Mai 2015 war Kubelka in der österreichischen Fernsehserie SOKO Donau in einer Episodennebenrolle zu sehen; sie spielte Frida Krueger, die Halbschwester eines ermordeten Bestattungsunternehmers. Im Februar 2016 war Kubelka dann in der österreichischen Fernsehserie SOKO Kitzbühel ebenfalls in einer Episodenrolle als Schauspielerin und Regisseurin Claudia Schneider zu sehen, die Teil eines Mordkomplotts wird.
Im Münsteraner Tatort: Gott ist auch nur ein Mensch (Erstausstrahlung: November 2017) hatte sie eine kurze Nebenrolle; sie spielte Elvira Eigenstein, die Schwester des ermordeten, ehemaligen Münsteraner Stadtrats für Bildung, Paul Eigenstein.
Kubelka ist außerdem regelmäßig als Sprecherin für den ORF, den WDR und Deutschlandradio tätig.
Susanne Kubelka ist die jüngere Schwester des österreichischen Intendanten, Theater- und Opernregisseurs Alexander Kubelka. Sie ist mit dem österreichischen Schauspieler und Regisseur Gerhard Roiß verheiratet. Kubelka lebt in Köln.

## Filmografie (Auswahl)
- 1994: Der Bergdoktor: Der Wilddieb (Fernsehserie, eine Folge)
- 1998: Die Wache: Die Würde des Menschen (Fernsehserie, eine Folge)
- 2005: Alarm für Cobra 11 – Einsatz für Team 2: Zeugenschutz (Fernsehserie, eine Folge)
- 2006: Der Winzerkönig: Ein neues Testament (Fernsehserie, eine Folge)
- 2009: SOKO Donau: Gefallene Engel (Fernsehserie, eine Folge)
- 2011: Alles was recht ist – Väter, Töchter, Söhne (Fernsehfilm)
- 2011: Schnell ermittelt: Gordana Hannbaum (Fernsehserie, eine Folge)
- 2011: Das Glück dieser Erde: Lena (Fernsehserie, eine Folge)
- 2015: Landkrimi: Wenn du wüsstest, wie schön es hier ist (Fernsehreihe)
- 2015: SOKO Donau: Asche zu Asche (Fernsehserie, eine Folge)
- 2016: SOKO Kitzbühel: Racheengel (Fernsehserie, eine Folge)
- 2017: Harri Pinter, Drecksau (Kinofilm)
- 2017: Tatort: Gott ist auch nur ein Mensch (Fernsehreihe)